# Strażnica pożarnicza w Krakowie
Strażnica pożarnicza – wybudowana w Krakowie przy ulicy Westerplatte 19 (wówczas ul. Kolejowa) w latach 1877–1879 według projektu Macieja Moraczewskiego w stylu neogotyckim dla miejskiej zawodowej (w Krakowie od 1873 roku) straży pożarnej z inicjatywy Prezydenta Zyblikiewicza.
O wielkim znaczeniu skutecznej obrony przeciwpożarowej świadczy fakt, iż budowa strażnicy uzyskała prymat w hierarchii ważności nad takimi inwestycjami, jak: Teatr im. Słowackiego, Collegium Novum czy wodociągi miejskie.
W skład kompleksu budynków wchodziły: koszary oficerów i strażaków, pogotowie pożarnicze, garaże dla sikawek konnych i pojazdów strażackich, warsztaty, suszarnia węży, sala gimnastyczna i telegraf alarmowy. Wyposażenie jednostki uzupełniono o najnowszy wówczas sprzęt ratowniczy i pożarniczy: kilka sikawek 4-kołowych, 2-prądowych, kilka ręcznych drabin wysuwanych oraz drabinę mechaniczną. 
Cały kompleks zachował się do dzisiaj prawie w niezmienionym układzie, z przylegającym do ulicy budynkiem głównym z czerwonej cegły i z trzema symetrycznie rozmieszczonymi bramami. Została jedynie przebudowana jedna ze skrajnych bram, aby umożliwić wjazd współczesnym wozom bojowym, ponieważ budynek nadal jest wykorzystywany przez straż pożarną.
Strażnica pożarnicza jest jednym z obiektów na trasie Krakowskiego Szlaku Techniki. W holu wyeksponowano sikawkę na konnym wozie strażackim.

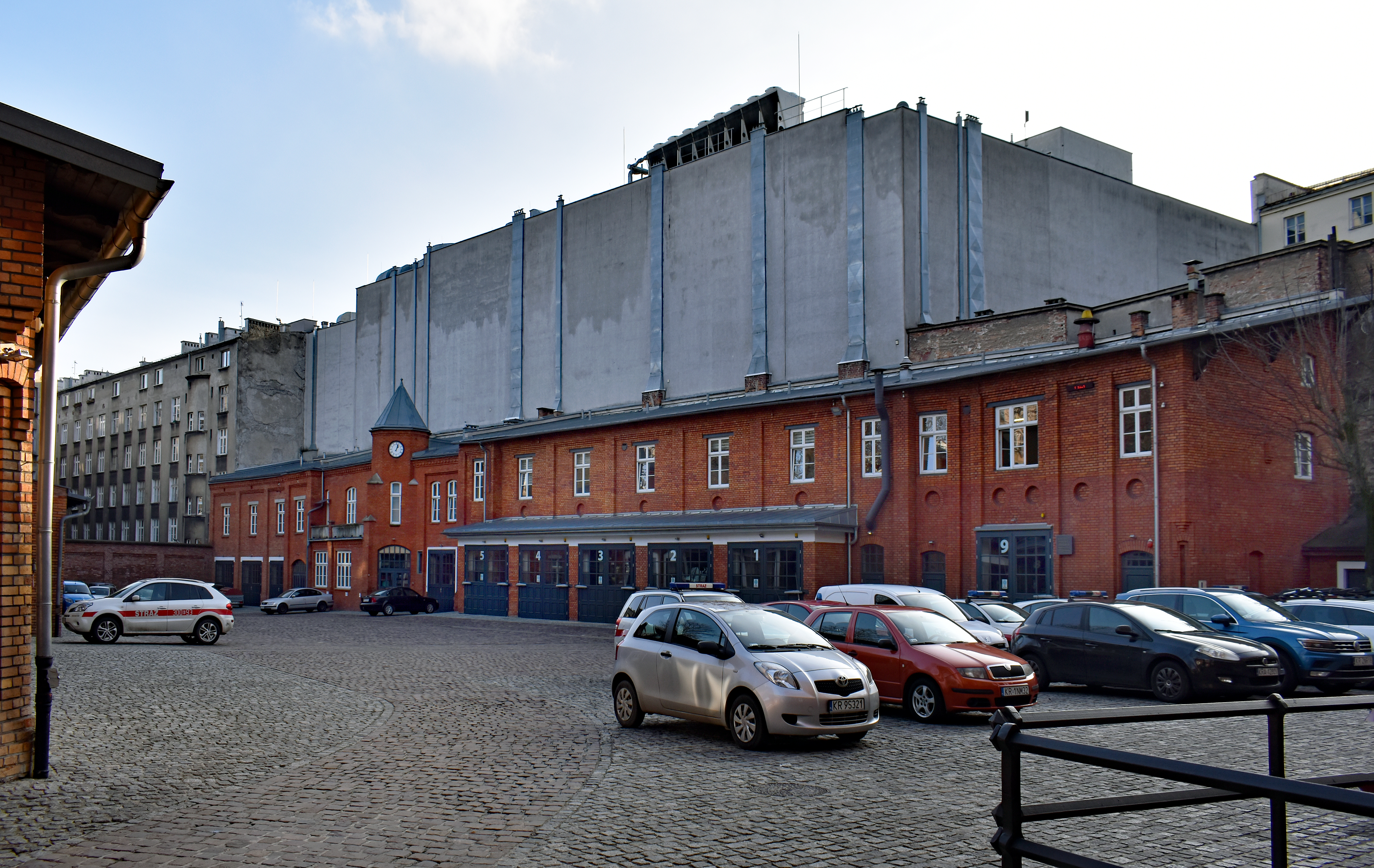
Dziedziniec strażnicy.